# Nei nostri luoghi
Nei nostri luoghi è il quarto singolo (con videoclip) dell'album L'eclissi dei Subsonica, uscito per la EMI. Il brano è stato scritto interamente da Max Casacci, mentre il video è stato diretto da Diego Lazzarin.

## Videoclip
Il video riprende lo stile dei vecchi album come Microchip emozionale, mostrando uno stile psichedelico.
Il cantante è la figura principale (insieme ad una ragazza che è la sua fidanzata nel video), si comincia con Samuel che si mette gocce di collirio sugli occhi, da quel momento vedrà un mondo distorto attraverso una serie di quadri, il resto del gruppo con altre persone viene mostrato attraverso questi quadri, appoggiando il loro viso sulla sua superficie. Molte scene del video riprendono un quadro artistico di una via dove le persone e il gruppo vengono mostrati deformati.
All'interno di Casasonica esiste un video di Diego Lazzarin ispirato a Nei nostri luoghi chiamato Nei nostri mostri.